# Spirorbis mutsu
Spirorbis mutsu är en ringmaskart som beskrevs av Jager 1983. Spirorbis mutsu ingår i släktet Spirorbis och familjen Serpulidae. Inga underarter finns listade i Catalogue of Life.